# Суточное вращение Земли

Направление суточного вращения

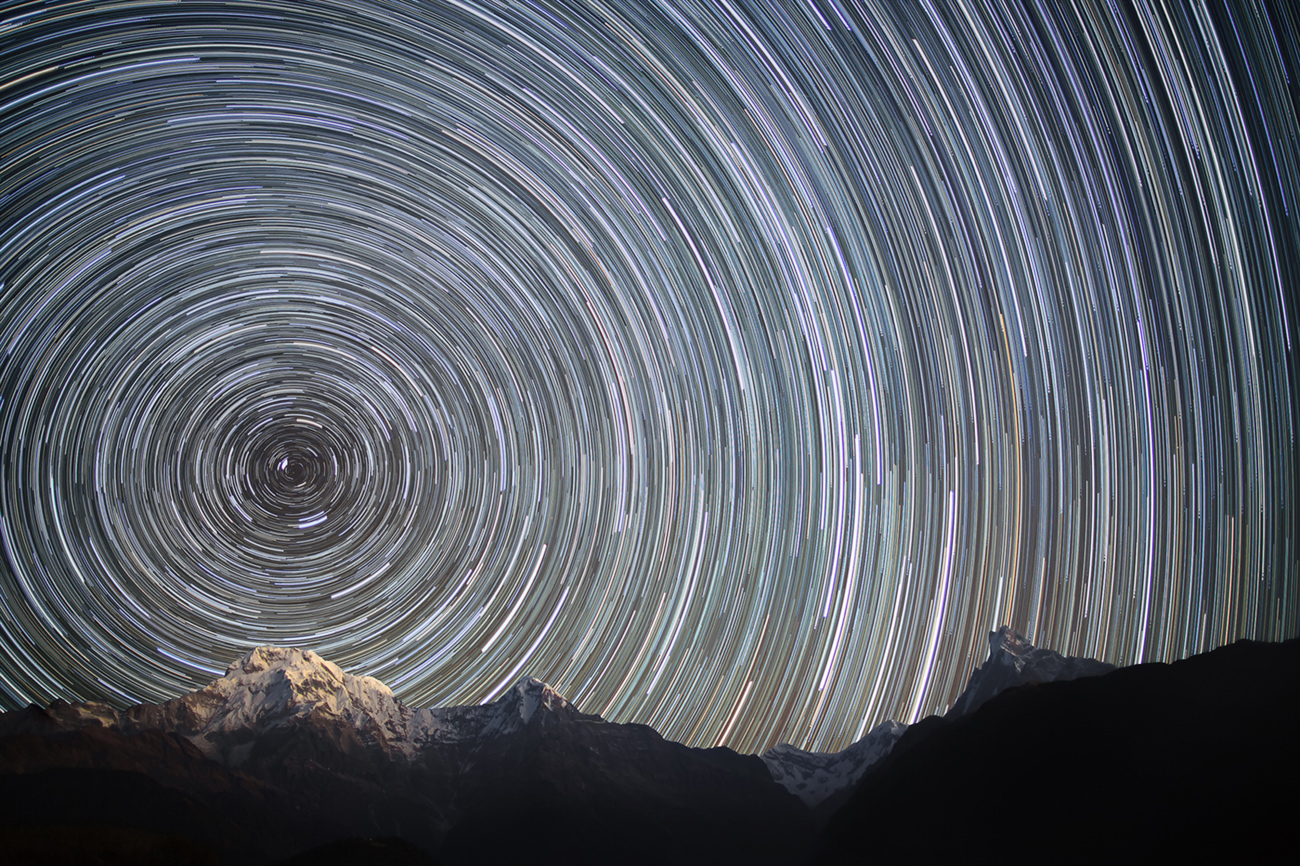
Фото звёздного неба c Земли при многочасовой экспозиции — иллюстрация вращения Земли вокруг своей оси. Видно северный полюс мира

Су́точное враще́ние Земли́ вокруг своей оси происходит с периодом в одни звёздные сутки. Наблюдаемым проявлением вращения Земли является суточное вращение небесной сферы.
Вращение Земли происходит в том же направлении, что и её движение вокруг Солнца: если смотреть с северной стороны, против часовой стрелки (то есть с запада на восток).

## История
История идей о суточном вращении Земли:

### Античность
Объяснение суточного вращения небосвода вращением Земли вокруг оси впервые было предложено представителями пифагорейской школы, сиракузянами Гикетом и Экфантом. Согласно некоторым реконструкциям, вращение Земли утверждал также пифагореец Филолай из Кротона (V век до н. э.). Высказывание, которое можно трактовать как указание на вращение Земли, содержится в Платоновском диалоге Тимей.
Однако о Гикете и Экфанте практически ничего неизвестно, и даже само их существование иногда подвергается сомнению. Согласно мнению большинства ученых, Земля в системе мира Филолая совершала не вращательное, а поступательное движение вокруг Центрального огня. В других своих произведениях Платон следует традиционному мнению о неподвижности Земли. Однако до нас дошли многочисленные свидетельства, что идею вращения Земли отстаивал философ Гераклид Понтийский (IV век до н. э.). Вероятно, с гипотезой о вращении Земли вокруг оси связано ещё одно предположение Гераклида: каждая звезда представляет собой мир, включающий землю, воздух, эфир, причем всё это располагается в бесконечном пространстве. Действительно, если суточное вращение неба является отражением вращения Земли, то исчезает предпосылка считать звезды находящимися на одной сфере.
Примерно столетие спустя предположение о вращении Земли стало составной частью первой гелиоцентрической системы мира, предложенной великим астрономом Аристархом Самосским (III век до н. э.). Аристарха поддержал вавилонянин Селевк (II век до н. э.), также, как и Гераклид Понтийский, считавший Вселенную бесконечной. О том, что идея суточного вращения Земли имела своих сторонников ещё в I веке н. э., свидетельствуют некоторые высказывания философов Сенеки, Деркиллида, астронома Клавдия Птолемея. Подавляющее большинство астрономов и философов, однако, не сомневалось в неподвижности Земли.
Аргументы против идеи движения Земли имеются в произведениях Аристотеля и Птолемея. Так, в своем трактате О Небе Аристотель обосновывает неподвижность Земли тем, что на вращающейся Земле брошенные вертикально вверх тела не могли бы упасть в ту точку, из которой началось их движение: поверхность Земли сдвигалась бы под брошенным телом. Другой довод в пользу неподвижности Земли, приводимый Аристотелем, основан на его физической теории: Земля является тяжелым телом, а для тяжелых тел свойственно движение к центру мира, а не вращение вокруг него.
Одним из доводов Птолемея в пользу неподвижности Земли является вертикальность траекторий падающих тел, как и у Аристотеля. Далее, он отмечает, что при вращении Земли должны наблюдаться явления, которые на самом деле не происходят:
все не закрепленные на ней [Земле] предметы должны совершать одно и то же движение, [по направлению] противоположное земному. Таким образом, мы никогда не могли бы видеть какое-нибудь идущее к востоку облако или брошенное в том же направлении тело, так как Земля в своем движении к востоку опережала бы все тела. Они казались бы нам движущимися к западу и отстающими от движения Земли.

Из сочинения Птолемея следует, что сторонники гипотезы вращения Земли на эти доводы отвечали, что и воздух и все земные предметы совершают движение вместе с Землей. По всей видимости, роль воздуха в этом рассуждении принципиально важна, поскольку подразумевается, что именно его движение вместе с Землей скрывает вращение нашей планеты. Птолемей на это возражает, что
находящиеся в воздухе тела всегда будут казаться отстающими… А если бы тела вращались вместе с воздухом как одно целое, то никакое из них не казалось бы опережающим другое или отстающим от него, но оставалось бы на месте, в полете и бросании оно не совершало бы отклонений или движений в другое место вроде тех, которые мы воочию видим совершающимися, и у них вообще не происходило бы замедления или ускорения, оттого что Земля не является неподвижной.

### Средние века
Индия
Первым из средневековых авторов, высказавший предположение о вращении Земли вокруг оси, был великий индийский астроном и математик Ариабхата (кон. V — нач. VI вв.). Он формулирует её в нескольких местах своего трактата Ариабхатия, например:
Точно также, как человек на движущемся вперед корабле видит закрепленные объекты движущимися назад, так и наблюдатель… видит неподвижные звезды движущимися по прямой линии на запад.
Неизвестно, принадлежит ли эта идея самому Ариабхате или он её заимствовал у древнегреческих астрономов.
Ариабхату поддержал только один астроном, Пртхудака (IX век). Большинство индийских ученых отстаивало неподвижность Земли. Так, астроном Варахамихира (VI в.) утверждал, что на вращающейся Земле летящие в воздухе птицы не могли бы вернуться к своим гнездам, а камни и деревья слетали бы с поверхности Земли. Выдающийся астроном Брахмагупта (VI в.) повторил также старый аргумент, что тело, упавшее с высокой горы, но смогло бы опуститься к её основанию. При этом он, однако, отверг один из доводов Варахамихиры: по его мнению, даже если бы Земля вращалась, предметы не могли бы оторваться от неё вследствие своей тяжести.
Исламский Восток
Возможность вращения Земли рассматривали многие ученые мусульманского Востока. Так, известный геометр ас-Сиджизи изобрел астролябию, принцип действия которой основан на этом предположении. Некоторые исламские ученые (имена которых до нас не дошли) даже нашли правильный способ опровержения основного довода против вращения Земли: вертикальности траекторий падающих тел. По существу, при этом был высказан принцип суперпозиции движений, согласно которому любое перемещение можно разложить на два или несколько составляющих: по отношению к поверхности вращающейся Земли падающее тело двигается по отвесной линии, но точка, являющаяся проекцией этой линии на поверхность Земли, переносится бы её вращением. Об этом свидетельствует знаменитый ученый-энциклопедист ал-Бируни, который сам, однако, склонялся к неподвижности Земли. По его мнению, если на падающее тело будет действовать какая-то дополнительная сила, то результат её действия на вращающейся Земле приведет к некоторым эффектам, которые на самом деле не наблюдаются.
Среди ученых XIII—XVI веков, связанных с Марагинской и Самаркандской обсерваториями, развернулась дискуссия о возможности эмпирического обоснования неподвижности Земли. Так, известный астроном Кутб ад-Дин аш-Ширази (XIII—XIV вв.) полагал, что неподвижность Земли может быть удостоверена экспериментом. С другой стороны, основатель Марагинской обсерватории Насир ад-Дин ат-Туси полагал, что если бы Земля вращалась, то это вращение разделял бы слой воздуха, прилегающий к её поверхности, и все движения вблизи поверхности Земли происходили бы точно также, как если бы Земля была неподвижной. Он это обосновывал с помощью наблюдений комет: согласно Аристотелю, кометы являются метеорологическим явлением в верхних слоях атмосферы; тем не менее, астрономические наблюдения показывают, что кометы принимают участие в суточном вращении небесной сферы. Следовательно, верхние слои воздуха увлекаются вращением небосвода, поэтому и нижние слои также могут увлекаться вращением Земли. Таким образом, эксперимент не может дать ответ на вопрос о том, вращается ли Земля. Однако он оставался сторонником неподвижности Земли, поскольку это соответствовало философии Аристотеля.
Большинство исламских учёных более позднего времени (аль-Урди, аль-Казвини, ан-Найсабури, ал-Джурджани, ал-Бирджанди и другие) были согласны с ат-Туси, что все физические явления на вращающейся и неподвижной Землей проистекали бы одинаково. Однако роль воздуха при этом уже не считалась принципиальной: не только воздух, но и все предметы переносятся вращающейся Землей. Следовательно, для обоснования неподвижности Земли необходимо привлекать учение Аристотеля.
Особую позицию в этих спорах занял третий директор Самаркандской обсерватории Алауддин Али аль-Кушчи (XV в.), отвергавший философию Аристотеля и считавший вращение Земли физически возможным. В XVII веке к аналогичному выводу пришёл иранский теолог и ученый-энциклопедист Баха ад-Дин ал-Амили. По его мнению, астрономы и философы не представили достаточных доказательств, опровергающих вращение Земли.
Латинский Запад
Подробное обсуждение возможности движения Земли широко содержится в сочинениях парижских схоластов Жана Буридана, Альберта Саксонского, и Николая Орема (вторая половина XIV в.). Важнейшим аргументом в пользу вращения Земли, а не неба, приведенным в их работах, является малость Земли по сравнению со Вселенной, что делает приписывание суточного вращения небосвода Вселенной в высшей степени противоестественным.
Однако все эти ученые в конечном итоге отвергли вращение Земли, хотя и на разных основаниях. Так, Альберт Саксонский полагал, что эта гипотеза не способна объяснить наблюдаемые астрономические явления. С этим справедливо не согласились Буридан и Орем, по мнению которых небесные явления должны происходить одинаково независимо от того, что совершает вращение, Земля или Космос. Буридан смог найти только один существенный довод против вращения Земли: стрелы, пускаемые вертикально вверх, падают вниз по отвесной линии, хотя при вращении Земли они, по его мнению, должны были бы отставать от движения Земли и падать к западу от точки выстрела.

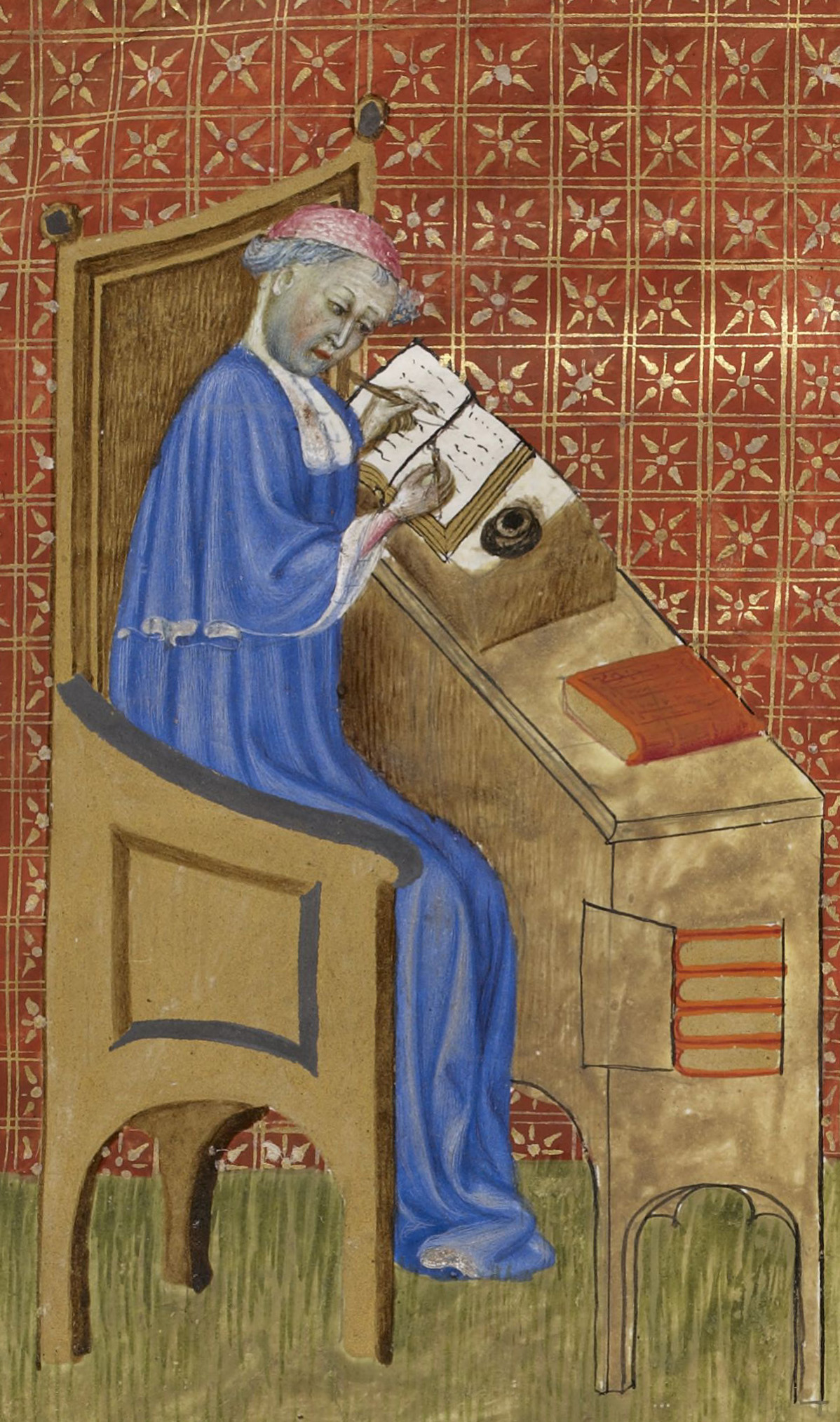
Николай Орем

Но даже и этот довод был отвергнут Оремом. Если Земля вращается, то стрела летит вертикально вверх и одновременно с этим движется на восток, будучи захваченная воздухом, вращающимся вместе с Землей. Таким образом, стрела должна упасть на то же место, откуда она была выпущена. Хотя здесь снова упоминается об увлекающей роли воздуха, в действительности он не играет особой роли. Об этом говорит следующая аналогия:
Подобным образом, если бы воздух был закрыт в движущемся судне, то человеку, окруженному этим воздухом, показалось бы, что воздух не движется… Если бы человек находился в корабле, движущемся с большой скоростью на восток, не зная об этом движении, и если бы он вытянул руку по прямой линии вдоль мачты корабля, ему бы показалось, что его рука совершает прямолинейное движение; точно так же, согласно этой теории, нам представляется, что такая же вещь происходит со стрелой, когда мы пускаем её вертикально вверх или вертикально вниз. Внутри корабля, движущегося с большой скоростью на восток, могут иметь место все виды движения: продольное, поперечное, вниз, вверх, во всех направлениях — и они кажутся точно такими же, как тогда, когда корабль пребывает неподвижным.
Далее Орем приводит формулировку, предвосхищающую принцип относительности:
Я заключаю, следовательно, что с помощью какого бы то ни было опыта невозможно продемонстрировать, что небеса имеют суточное движение и что Земля его не имеет.
Тем не менее, окончательный вердикт Орема о возможности вращения Земли был отрицательным. Основанием для такого вывода был текст Библии:
Однако до сих пор все поддерживают и я верю, что они [Небеса], а не Земля движется, ибо «Бог сотворил круг Земли, который не поколеблется», несмотря на все противоположные аргументы.
О возможности суточного вращения Земли упоминали и средневековые европейские ученые и философы более позднего времени, однако никаких новых аргументов, не содержавшихся у Буридана и Орема, добавлено не было.
Таким образом, практически никто из средневековых ученых так и не принял гипотезу о вращении Земли. Однако в ходе её обсуждения учеными Востока и Запада было высказано множество глубоких мыслей, которые потом будут повторены учеными Нового времени.

### Эпоха Возрождения и Новое время

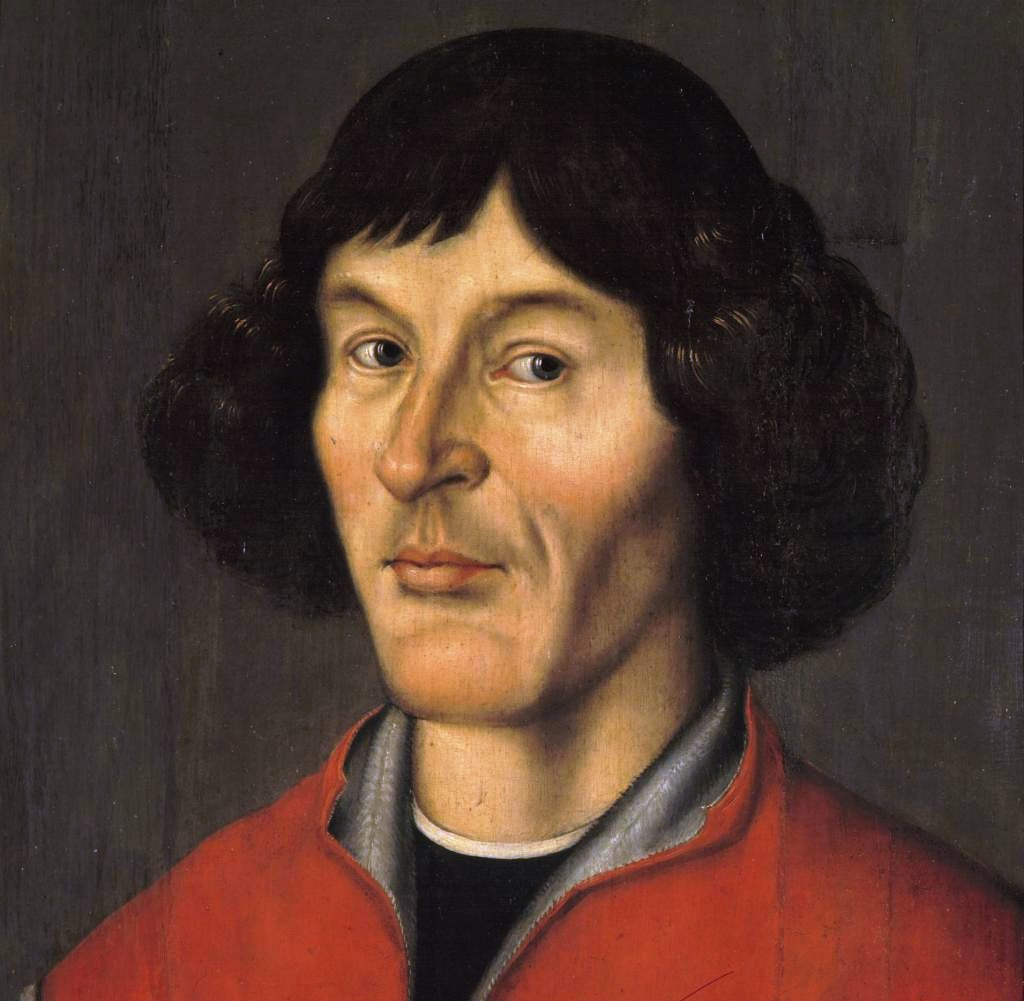
Николай Коперник

В первой половине XVI века увидели свет несколько сочинений, утверждавших, что причиной суточного вращения небосвода является вращение Земли вокруг оси. Одним из них был трактат итальянца Челио Кальканьини «О том, что небо неподвижно, а Земля вращается, или о вечном движении Земли» (написан около 1525 г., издан в 1544 г.). Он не произвел большого впечатления на современников, поскольку к тому времени уже был опубликован фундаментальный труд польского астронома Николая Коперника «О вращениях небесных сфер» (1543 г.), где гипотеза суточного вращения Земли у него стала частью гелиоцентрической системы мира, как у Аристарха Самосского. Свои мысли Коперник ранее изложил в небольшом рукописном сочинении Малый Комментарий (не ранее 1515 г.). Два года ранее основного труда Коперника вышло сочинение немецкого астронома Георга Иоахима Ретика Первое повествование (1541 г.), где популярно изложена теория Коперника.
В XVI веке Коперника полностью поддержали астрономы Томас Диггес, Ретик, Кристоф Ротман, Михаэль Мёстлин, физики Джамбатиста Бенедетти, Симон Стевин, философ Джордано Бруно, богослов Диего де Цунига. Некоторые учёные принимали вращение Земли вокруг оси, отвергая её поступательное движение. Такова была позиция немецкого астронома Николаса Реймерса, известного также как Урсус, а также итальянских философов Андреа Чезальпино и Франческо Патрици. Не совсем ясна точка зрения выдающегося физика Вильяма Гильберта, который поддержал осевое вращение Земли, но не высказывался по поводу её поступательного движения. В начале XVII века гелиоцентрическая система мира (включая вращение Земли вокруг оси) получила внушительную поддержку со стороны Галилео Галилея и Иоганна Кеплера. Наиболее влиятельными противниками идеи движения Земли в XVI — начале XVII века были астрономы Тихо Браге и Христофор Клавиус.
Гипотеза о вращении Земли и становление классической механики
По существу, в XVI—XVII вв. единственным аргументом в пользу осевого вращения Земли было то, что в этом случае отпадает надобность в приписывании звездной сфере огромных скоростей вращения, ведь ещё в античности уже было надежно установлено, что размер Вселенной значительно превышает размер Земли (этот аргумент содержался ещё у Буридана и Орема).
Против этой гипотезы высказывались соображения, основанные на динамических преставлениях того времени. Прежде всего, это вертикальность траекторий падающих тел. Появились и другие доводы, например, равная дальность стрельбы в восточном и западном направлениях. Отвечая на вопрос о ненаблюдаемости эффектов суточного вращения в земных экспериментах, Коперник писал:
Вращается не только Земля с соединенной с ней водной стихией, но также и немалая часть воздуха и все, что каким-либо образом сродно с Землёй, или уже ближайший к Земле воздух пропитанный земной и водной материей, следует тем же самым законам природы, что и Земля, или имеет приобретенное движение, которое сообщается ему прилегающей Землей в постоянном вращении и без всякого сопротивления
Таким образом, главную роль в ненаблюдаемости вращения Земли играет увлечение воздуха её вращением. Такого же мнения придерживались и большинство коперниканцев в XVI веке.
Однако уже у Диггеса и Бруно появились и другие соображения: все земные тела разделяют движение Земли, воздух не играет особой роли. Они это выразили с помощью аналогии с процессами на движущемся корабле: если человек, находящийся на мачте движущегося корабля, бросит вертикально вниз камень, он падет к основанию мачты, как бы быстро корабль ни двигался, лишь бы без качки. Воздух не играет особой роли в этих рассуждениях (необходимо добавить, что такого же рода рассуждения были уже и Орема, ал-Кушчи и других средневековых ученых). При опровержении доводов противников гипотезы о вращении Земли Бруно использовал также теорию импетуса.
Позднее Галилей, рассмотрев много примеров относительности движения, обобщил их и пришёл к принципу относительности: движение Земли, корабля или любого другого тела вообще не сказывается на протекающих на них процессах, если это движение равномерное. Пьер Гассенди в 1642 г. выполнил эксперимент по падению тяжести с мачты движущегося корабля и непосредственно убедился в правоте коперниканцев: независимо от скорости движения, груз падал к основанию мачты (возможно, ещё раньше такой эксперимент проделывали Диггес и Галилей).

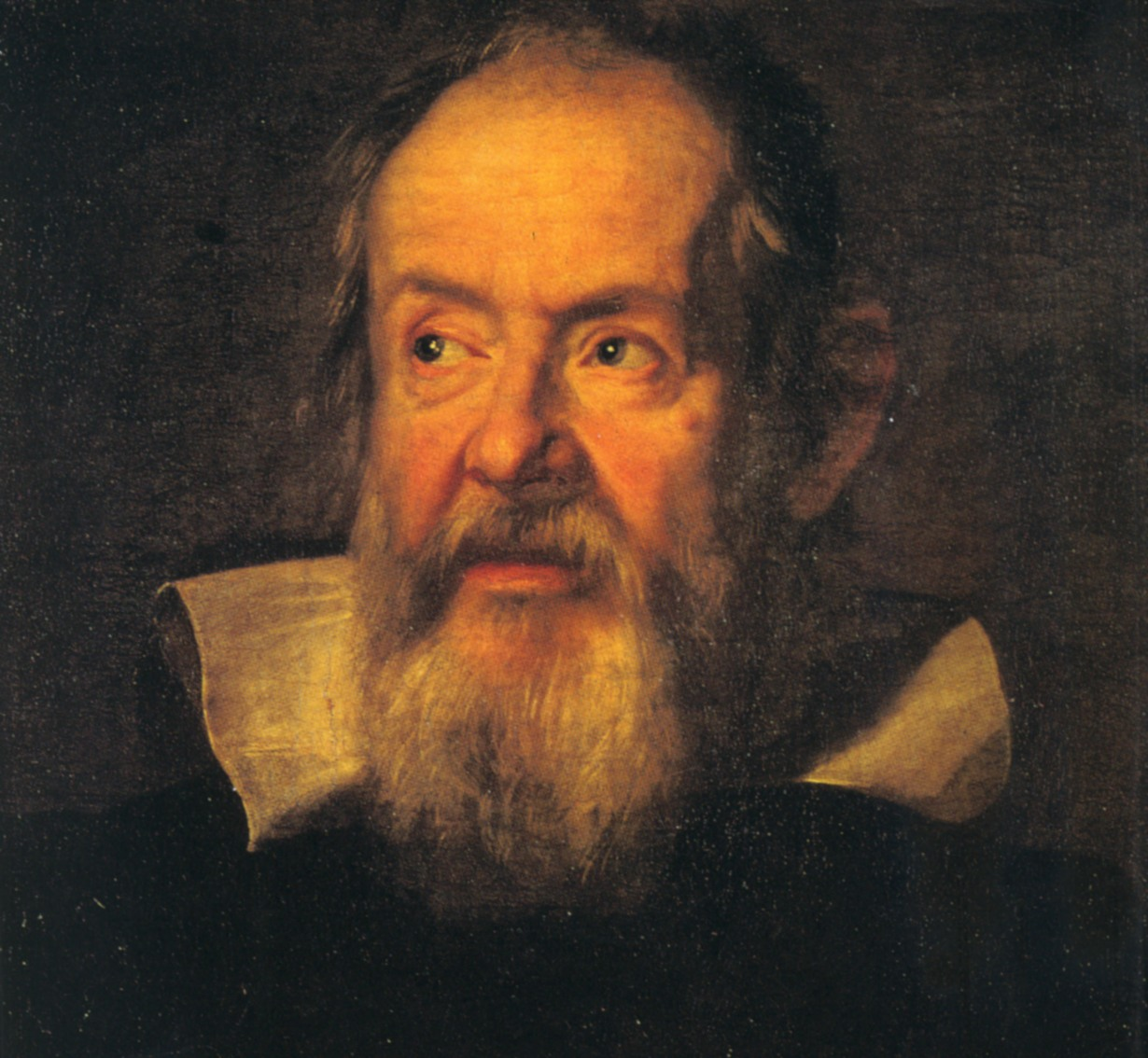
Галилео Галилей

Однако сам Галилей (руководствуясь, правда, не совсем ясными соображениями) указал, что ввиду сферичности Земли камень, падающий с высокой башни, упадет не точно к основанию и тем более недалеко позади него (как считали противники гипотезы о вращении Земли), но немного впереди основания (то есть к востоку). В 1679 г. Исаак Ньютон показал с помощью вычислений, что камень действительно должен упасть немного к востоку от основания башни, хотя и ошибся в величине эффекта (точное значение установил только Гаусс в начале XIX века). Он предложил провести такой эксперимент с целью подтверждения или опровержения гипотезы о вращении Земли. Эта идея была реализована только в конце XVIII — начале XIX века, послужив одним из первых экспериментальных свидетельств в пользу вращения Земли вокруг оси.
Другой популярный аргумент против вращения Земли заключался в том, что скорость вращения Земли должна быть настолько велика, что Земля испытывала бы колоссальные центробежные силы, которые разорвали бы её на части, а все находящиеся на её поверхности лёгкие предметы разлетелись бы во все стороны Космоса. Коперник не смог дать на это удовлетворительного ответа, отделавшись замечанием, что этот аргумент ещё более приложим ко Вселенной, «движение которой должно быть во столько раз быстрее, во сколько раз небо больше Земли», и что поскольку вращение Земли происходит «по природе», центробежная сила не угрожает Земле и земным предметам. Галилей, произведя вычисление центробежной силы, заключил, что она бесконечно мала по сравнению с силой тяжести на земной поверхности, так что она практически не сказывается на движении земных тел. Однако его вычисления содержали ошибку, которую устранил только Христиан Гюйгенс (1673 г.), окончательно доказав, что центробежная сила действительно слишком мала, чтобы способствовать распаду Земли или отбрасыванию с её поверхности незакрепленных предметов. Он же предсказал, что из-за действия центробежной силы Земля должна быть сплющена у полюсов.

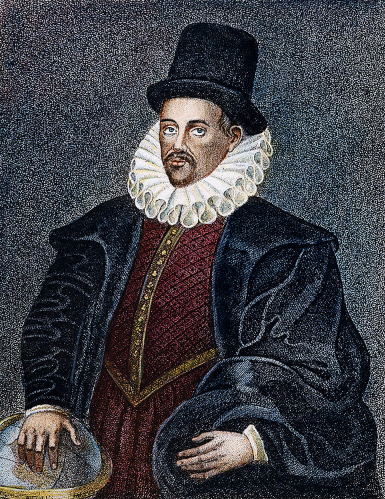
Вильям Гильберт

Гипотеза о вращении Земли и новая космология
Идея вращения Земли заставила пересмотреть не только механику, но и космологию. В традиционной геоцентрической системе мира обычно предполагалось, что звезды расположены на одной сфере конечного размера. Такого же мнения придерживался и Коперник. Однако если суточное вращение неба является отражением вращения Земли, то исчезает предпосылка считать звезды находящимися на одной сфере. Неудивительно, что многие (хотя и не все) сторонники вращения Земли считали звезды рассеянными по всему пространству и Вселенную — бесконечной. Такой вывод в явном виде был сформулирован выдающимся английским физиком Вильямом Гильбертом, сторонником гипотезы вращающейся Земли. В своем сочинении О магните (1600 г.) он пишет о несовместимости космологии безграничной Вселенной с существованием вращения небосвода:
Невероятно, чтобы высочайшее небо и все это зримое великолепие неподвижных звезд направлялось по этому чрезвычайно быстрому и бесполезному пути… Нет никакого сомнения в том, что также, как планеты находятся на неодинаковом расстоянии от Земли, так и эти обширные и многочисленные светила отстоят от Земли на различные и очень большие расстояния… Каким образом могли бы они сохранять своё положение, подхваченные столь стремительным вращением огромной сферы, состоящей из столь неопределенной субстанции…
Каким же бесконечным должно быть тогда пространство, которое тянется до самых этих отдаленнейших звезд!.. Каким чудовищным было бы тогда совершаемое движение!.. Если им [звездам] присуще движение, то оно будет скорее движением каждой из них вокруг её собственного центра, как это происходит с Землей, либо движением вперед от своего центра по орбите, как это происходит с Луной. Но движение бесконечности и бесконечного тела невозможно и, следовательно, нет суточного обращения Перводвигателя.
Сторонниками бесконечности Вселенной в XVI веке были также Томас Диггес, Джордано Бруно, Франческо Патрици — все они поддерживали гипотезу о вращении Земли вокруг оси (а первые двое — также вокруг Солнца). Кристоф Ротман и Галилео Галилей полагали звезды расположенными на разных расстояниях от Земли, хотя явно не высказывались по поводу бесконечности Вселенной. С другой стороны, Иоганн Кеплер отрицал бесконечность Вселенной, хотя и был сторонником вращения Земли.
Религиозный контекст споров о вращении Земли
Ряд возражений против вращения Земли был связан с её противоречиями тексту Священного Писания. Эти возражения были двух видов. Во-первых, некоторые места в Библии приводились в подтверждение того, что суточное движение совершает именно Солнце, например:
Восходит солнце и заходит солнце, и спешит к месту своему, где оно восходит.
В данном случае под удар попадало осевое вращение Земли, поскольку движение Солнца с востока на запад является частью суточного вращения небосвода. Часто в этой связи цитировался отрывок из книги Иисуса Навина:
Иисус воззвал к Господу в тот день, в который предал Господь Аморрея в руки Израилю, когда побил их в Гаваоне, и они побиты были пред лицем сынов Израилевых, и сказал пред Израильтянами: стой, солнце, над Гаваоном, и луна, над долиною Авалонскою!
Поскольку команда остановиться была дана Солнцу, а не Земле, отсюда делался вывод, что суточное движение совершает именно Солнце. Другие отрывки приводились в поддержку неподвижности Земли, например:
Ты поставил землю на твердых основах: не поколеблется она во веки и веки.
Эти отрывки считались противоречащими как мнению о вращении Земли вокруг оси, так и обращению вокруг Солнца.
Сторонники вращения Земли (в частности, Джордано Бруно, Иоганн Кеплер и особенно Галилео Галилей) проводили защиту по нескольким направлениям. Во-первых, они указывали, что Библия написана языком, понятным простым людям, и если бы её авторы давали четкие с научной точки зрения формулировки, она не смогла бы выполнять свою основную, религиозную миссию. Так, Бруно писал:
Во многих случаях глупо и нецелесообразно приводить много рассуждений скорее в соответствии с истиной, чем соответственно данному случаю и удобству. Например, если бы вместо слов: «Солнце рождается и поднимается, переваливает через полдень и склоняется к Аквилону» — мудрец сказал: «Земля идет по кругу к востоку и, покидая солнце, которое закатывается, склоняется к двум тропикам, от Рака к Югу, от Козерога к Аквилону», — то слушатели стали бы раздумывать: «Как? Он говорит, что Земля движется? Что это за новости?» В конце концов они его сочли бы за глупца, и он действительно был бы глупцом.
Такого рода ответы давались в основном на возражения, касавшиеся суточного движения Солнца. Во-вторых, отмечалось, что некоторые отрывки Библии должны быть трактованы аллегорически (см. статью Библейский аллегоризм). Так, Галилей отмечал, что если Св. Писание целиком понимать буквально, то окажется, что у Бога есть руки, он подвержен эмоциям типа гнева и т. п. В целом, главной мыслью защитников учения о движении Земли было то, что наука и религия имеют разные цели: наука рассматривает явления материального мира, руководствуясь доводами разума, целью религии является моральное усовершенствование человека, его спасение. Галилей в этой связи цитировал кардинала Баронио, что Библия учит тому, как взойти на небеса, а не тому, как устроены небеса.
Эти доводы были сочтены католической церковью неубедительными, и в 1616 г. учение о вращении Земли было запрещено, а в 1631 г. Галилей был осужден судом инквизиции за его защиту. Однако за пределами Италии этот запрет не оказал существенного влияния на развитие науки и способствовал главным образом падению авторитета самой католической церкви.
Необходимо добавить, что религиозные доводы против движения Земли приводили не только церковные деятели, но и ученые (например, Тихо Браге). С другой стороны, католический монах Паоло Фоскарини написал небольшое сочинение «Письмо о воззрениях пифагорейцев и Коперника на подвижность Земли и неподвижность Солнца и о новой пифагорейской системе мироздания» (1615 г.), где высказывал соображения, близкие к галилеевским, а испанский богослов Диего де Цунига даже использовал теорию Коперника для толкования некоторых мест Священного Писания (хотя впоследствии он изменил своё мнение). Таким образом, конфликт между богословием и учением о движении Земли был не столько конфликтом между наукой и религией как таковыми, сколько конфликтом между старыми (к началу XVII века уже устаревшими) и новыми методологическими принципами, полагаемыми в основу науки.
Значение изучения суточного вращения Земли для развития науки
Осмысление научных проблем, поднимаемых теорией вращающейся Земли, способствовало открытию законов классической механики и созданию новой космологии, в основе которой лежит представление о безграничности Вселенной. Обсуждавшиеся в ходе этого процесса противоречия между этой теорией и буквалистским прочтением Библии способствовали размежеванию естествознания и религии.

## Период и скорость вращения

Почему звёздные сутки не равны солнечным. — звёздные сутки, — солнечные.

- Земля вращается с запада на восток.
- Ось вращения Земли наклонена на угол 66°34′ к плоскости земной орбиты (см. Наклон оси вращения).
- Полный оборот (в инерциальной системе отсчёта) Земля делает за звёздные сутки (86164,090530833 с ≈ 23 часа 56 минут 4 секунды).
- Угловая скорость вращения Земли {\displaystyle \omega ={\frac {2\pi }{T}}\approx 7,2921158553\cdot 10^{-5}}рад/с.
- Линейная скорость вращения Земли (на экваторе) — 465,1013 м/с (1674,365 км/ч). Линейная скорость вращения на широте 60° в два раза меньше, чем на экваторе.
- Линейная скорость вращения Земли на произвольной широте {\displaystyle \varphi } и высоте {\displaystyle h} над уровнем моря:

{\displaystyle v=\left({\frac {R_{e}\,R_{p}}{\sqrt {{R_{p}}^{2}+{R_{e}}^{2}\,{\mathrm {tg} ^{2}\varphi }}}}+{\frac {{R_{p}}^{2}h}{\sqrt {{R_{p}}^{4}+{R_{e}}^{4}\,\mathrm {tg} ^{2}\varphi }}}\right)\omega ,}
где {\displaystyle R_{e}} = 6378,1 км — экваториальный радиус, {\displaystyle R_{p}} = 6356,8 км — полярный радиус.
- Самолёт, летящий с этой скоростью с востока на запад (на высоте 12 км: 936 км/ч на широте Москвы, 837 км/ч на широте Санкт-Петербурга), в инерциальной системе отсчёта будет покоиться.
- Суперпозиция вращения Земли вокруг оси с периодом в одни звёздные сутки и вокруг Солнца с периодом в один год приводит к неравенству солнечных и звёздных суток: длина средних солнечных суток составляет ровно 24 часа, что на 3 минуты 56 секунд длиннее звёздных суток.

Используемые в России понятия параметров вращения Земли и параметров ориентации Земли несколько отличаются от международных, эти терминологические различия необходимо учитывать при чтении и переводе зарубежной литературы.

## Физический смысл и экспериментальные подтверждения

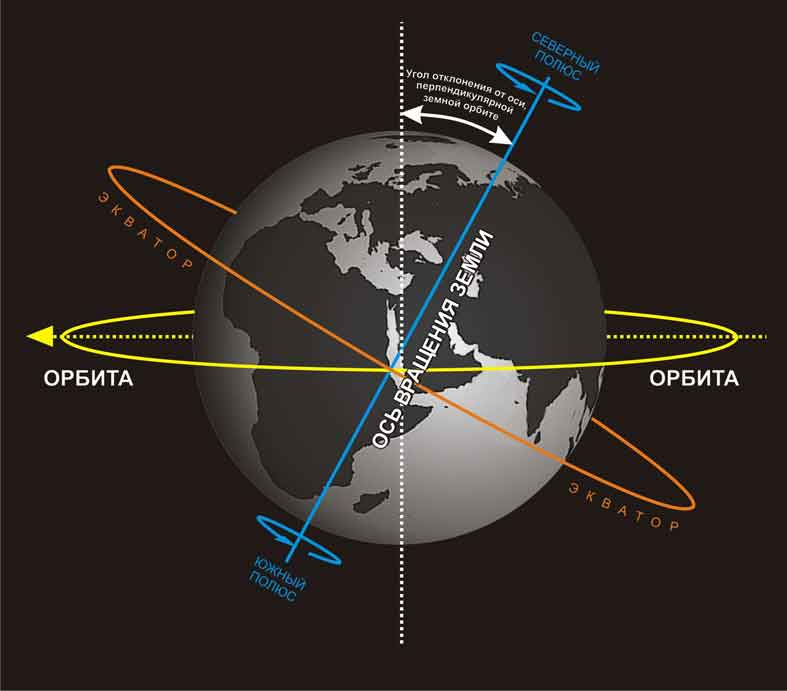
Наклон земной оси по отношению к плоскости эклиптики (плоскости орбиты Земли)

### Физический смысл вращения Земли вокруг оси
Поскольку любое движение является относительным, необходимо указывать конкретную систему отсчёта, относительно которой изучается движение того или иного тела. Когда говорят, что Земля вращается вокруг воображаемой оси, имеется в виду, что она совершает вращательное движение относительно любой инерциальной системы отсчёта, причем период этого вращения равен звездным суткам — периоду полного оборота Земли (небесной сферы) относительно небесной сферы (Земли).
Все экспериментальные доказательства вращения Земли вокруг оси сводятся к доказательству того, что система отсчёта, связанная с Землей, является неинерциальной системой отсчёта специального вида — системой отсчёта, совершающей вращательное движение относительно инерциальных систем отсчёта.
В отличие от инерциального движения (то есть равномерного прямолинейного движения относительно инерциальных систем отсчёта), для обнаружения неинерциального движения замкнутой лаборатории не обязательно производить наблюдения над внешними телами, — такое движение обнаруживается с помощью локальных экспериментов (то есть экспериментов, произведенных внутри этой лаборатории). В этом смысле слова неинерциальное движение, включая вращение Земли вокруг оси, может быть названо абсолютным.

### Силы инерции

Центробежная сила на вращающейся Земле

В неинерциальных системах отсчёта второй закон Ньютона записывается следующим образом:
где {\displaystyle m} — масса тела, {\displaystyle a} — его ускорение относительно данной системы отсчёта, {\displaystyle F} — реально действующая на тело сила, вызванная взаимодействием между телами, и {\displaystyle F_{\mathrm {in} }} — сила инерции, связанная с математическим преобразованием от инерциальной к неинерциальной системы отсчёта. В равномерно вращающихся системах отсчёта действуют две силы инерции: центробежная сила {\displaystyle F_{\mathrm {pr} }} и сила Кориолиса {\displaystyle F_{\mathrm {cor} }}. Следовательно, утверждения «Земля вращается вокруг своей оси» и «В системе отсчёта, связанной с Землёй, действуют центробежная сила и сила Кориолиса» являются эквивалентными высказываниями, выраженными разными способами. Поэтому экспериментальные доказательства вращения Земли сводятся к доказательству существования в связанной с ней системе отсчёта этих двух сил инерции.

Направление силы Кориолиса на вращающейся Земле

Центробежная сила, действующая на тело массы {\displaystyle m}, по модулю равна
где {\displaystyle \omega } — угловая скорость вращения и {\displaystyle r} — расстояние от оси вращения. Вектор этой силы лежит в плоскости оси вращения и направлен перпендикулярно от неё. Величина силы Кориолиса, действующей на частицу, движущуюся со скоростью {\displaystyle v} относительно данной вращающейся системы отсчёта, определяется выражением
где {\displaystyle \alpha } — угол между векторами скорости частицы и угловой скорости системы отсчёта. Вектор этой силы направлен перпендикулярно обоим векторам {\displaystyle {\vec {v}}} и {\displaystyle {\vec {\omega }}} вправо от скорости тела (определяется по правилу буравчика).

### Эффекты центробежной силы
Зависимость ускорения свободного падения от географической широты. Эксперименты показывают, что ускорение свободного падения зависит от географической широты: чем ближе к полюсу, тем оно больше. Это объясняется действием центробежной силы. Во-первых, точки земной поверхности, расположенные на более высоких широтах, ближе к оси вращения и, следовательно, при приближении к полюсу расстояние {\displaystyle r} от оси вращения уменьшается, доходя до нуля на полюсе. Во-вторых, с увеличением широты угол между вектором центробежной силы и плоскостью горизонта уменьшается, что приводит к уменьшению вертикальной компоненты центробежной силы.
Это явление было открыто в 1672 году, когда французский астроном Жан Рише, находясь в экспедиции в Африке, обнаружил, что у экватора маятниковые часы идут медленнее, чем в Париже. Ньютон вскоре объяснил это тем, что период колебаний маятника обратно пропорционален квадратному корню из ускорения свободного падения, которое уменьшается на экваторе из-за действия центробежной силы.
Сплюснутость Земли. Влияние центробежной силы приводит к сплюснутости Земли у полюсов. Это явление, предсказанное Гюйгенсом и Ньютоном в конце XVII века, было впервые обнаружено Пьером де Мопертюи в конце 1730-х годов в результате обработки данных двух французских экспедиций, специально снаряженных для решения этой проблемы в Перу (под руководством Пьера Бугера и Шарля де ла Кондамина) и Лапландию (под руководством Алексиса Клеро и самого Мопертюи).

### Эффекты силы Кориолиса: лабораторные эксперименты

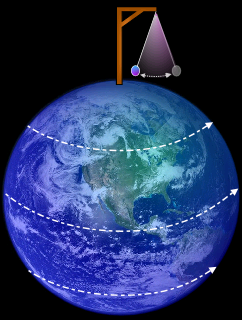
Маятник Фуко на северном полюсе. Ось вращения Земли лежит в плоскости колебаний маятника

Маятник Фуко. Эксперимент, наглядно демонстрирующий вращение Земли, поставил в 1851 году французский физик Леон Фуко. Его смысл наиболее понятен в случае, если маятник закреплен на одном из полюсов Земли. Тогда его плоскость колебаний неизменна относительно инерциальной системы отсчёта, в данном случае относительно неподвижных звёзд. Таким образом, в системе отсчёта, связанной с Землей, плоскость колебаний маятника должна поворачиваться в сторону, противоположную направлению вращения Земли. С точки зрения неинерциальной системы отсчёта, связанной с Землёй, плоскость колебаний маятника Фуко поворачивается под действием силы Кориолиса.
Наиболее отчетливо этот эффект должен быть выражен на полюсах, где период полного поворота плоскости маятника равен периоду вращения Земли вокруг оси (звёздным суткам). В общем случае, период обратно пропорционален синусу географической широты, на экваторе плоскость колебаний маятника неизменна.
В настоящее время маятник Фуко с успехом демонстрируется в ряде научных музеев и планетариев, в частности, в планетарии Санкт-Петербурга, планетарии Волгограда.
Существует ряд других опытов с маятниками, используемых для доказательства вращения Земли. Например, в опыте Браве (1851 г.) использовался конический маятник. Вращение Земли доказывалось тем, что периоды колебаний по и против часовой стрелки различались, поскольку сила Кориолиса в этих двух случаях имела разный знак. В 1853 г. Гаусс предложил использовать не математический маятник, как у Фуко, а физический, что позволило бы уменьшить размеры экспериментальной установки и увеличить точность эксперимента. Эту идею реализовал Камерлинг-Оннес в 1879 г.[уточнить]
Гироскоп — вращающееся тело со значительным моментом инерции сохраняет момент импульса, если нет сильных возмущений. Фуко, которому надоело объяснять, что происходит с маятником Фуко не на полюсе, разработал другую демонстрацию: подвешенный гироскоп сохранял ориентацию, а значит медленно поворачивался относительно наблюдателя.
Отклонение снарядов при орудийной стрельбе. Другим наблюдаемым проявлением силы Кориолиса является отклонение траекторий снарядов (в северном полушарии вправо, в южном — влево), выстреливаемых в горизонтальном направлении. С точки зрения инерциальной системы отсчёта, для снарядов, выстреливаемых вдоль меридиана, это связано с зависимостью линейной скорости вращения Земли от географической широты: при движении от экватора к полюсу снаряд сохраняет горизонтальную компоненту скорости неизменной, в то время как линейная скорость вращения точек земной поверхности уменьшается, что приводит к смещению снаряда от меридиана в сторону вращения Земли. Если выстрел был произведён параллельно экватору, то смещение снаряда от параллели связано с тем, что траектория снаряда лежит в одной плоскости с центром Земли, в то время как точки земной поверхности движутся в плоскости, перпендикулярной оси вращения Земли. Этот эффект (для случая стрельбы вдоль меридиана) был предсказан Гримальди в 40-х годах XVII в. и впервые опубликован Риччоли в 1651 г.
Отклонение свободно падающих тел от вертикали.
(подробнее…)
Если скорость движения тела имеет большую вертикальную составляющую, сила Кориолиса направлена к востоку, что приводит к соответствующему отклонению траектории тела, свободно падающего (без начальной скорости) с высокой башни. При рассмотрении в инерциальной системе отсчёта эффект объясняется тем, что вершина башни относительно центра Земли движется быстрее, чем основание, благодаря чему траектория тела оказывается узкой параболой, и тело слегка опережает основание башни.
Этот эффект был предсказан Борелли в 1667 г. и Ньютоном в 1679 г. Ввиду сложности проведения соответствующих экспериментов эффект удалось подтвердить только в конце XVIII — первой половине XIX века (Гульельмини, 1791; Бенценберг, 1802; Райх, 1831).
Австрийский астроном Иоганн Хаген (1902 г.) осуществил эксперимент, являющийся модификацией этого опыта, где вместо свободно падающих грузов использовалась машина Атвуда. Это позволило снизить ускорение падения, что привело к уменьшению размеров экспериментальной установки и повышению точности измерений.
Эффект Этвёша. На низких широтах сила Кориолиса при движении по земной поверхности направлена в вертикальном направлении и её действие приводит к увеличению или уменьшению ускорения свободного падения, в зависимости от того, движется ли тело на запад или восток. Этот эффект назван эффектом Этвёша в честь венгерского физика Лоранда Этвёша, экспериментально обнаружившего его в начале XX века.
Опыты, использующие закон сохранения момента импульса. Некоторые эксперименты основаны на законе сохранения момента импульса: в инерциальной системе отсчёта величина момента импульса (равная произведению момента инерции на угловую скорость вращения) под действием внутренних сил не меняется. Если в некоторый начальный момент времени установка неподвижна относительно Земли, то скорость её вращения относительно инерциальной системы отсчёта равна угловой скорости вращения Земли. Если изменить момент инерции системы, то должна измениться угловая скорость её вращения, то есть начнётся вращение относительно Земли. В неинерциальной системе отсчёта, связанной с Землёй, вращение возникает в результате действия силы Кориолиса. Эта идея была предложена французским учёным Луи Пуансо в 1851 г.
Первый такой эксперимент был поставлен Хагеном в 1910 г.: два груза на гладкой перекладине были установлены неподвижно относительно поверхности Земли. Затем расстояние между грузами было уменьшено. В результате установка пришла во вращение. Ещё более наглядный опыт поставил немецкий учёный Ханс Букка (Hans Bucka) в 1949 г. Стержень длиной примерно 1,5 метра был установлен перпендикулярно прямоугольной рамке. Первоначально стержень был горизонтален, установка была неподвижной относительно Земли. Затем стержень был приведен в вертикальное положение, что привело к изменению момента инерции установки примерно в 104 раз и её быстрому вращению с угловой скоростью, в 104 раз превышающей скорость вращения Земли.
Воронка в ванне.
Поскольку сила Кориолиса очень слаба, она оказывает пренебрежимо малое влияние на направление закручивания воды при сливе в раковине или ванне, поэтому в общем случае направление вращения в воронке не связано с вращением Земли. Лишь только в тщательно контролируемых экспериментах можно отделить действие силы Кориолиса от других факторов: в северном полушарии воронка будет закручена против часовой стрелки, в южном — наоборот.

### Эффекты силы Кориолиса: явления в окружающей природе
Закон Бэра. Как впервые отметил петербургский академик Карл Бэр в 1857 году, реки размывают в северном полушарии правый берег (в южном полушарии — левый), который вследствие этого оказывается более крутым (закон Бэра). Объяснение эффекта аналогично объяснению отклонения снарядов при стрельбе в горизонтальном направлении: под действием силы Кориолиса вода сильнее ударяется в правый берег, что приводит к его размытию, и, наоборот, отступает от левого берега. (См. также Парадокс чайного листа).

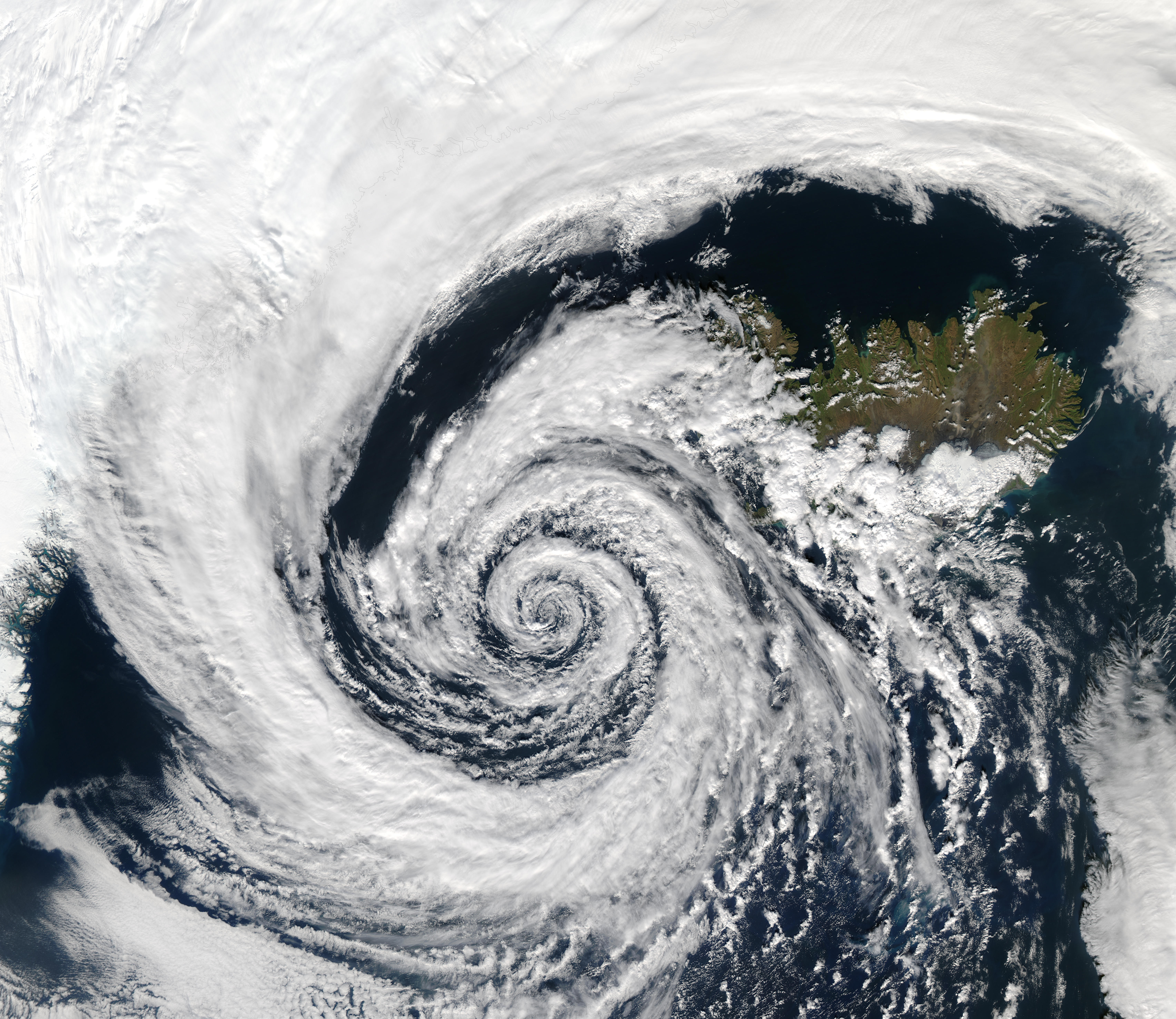
Циклон над юго-восточным побережьем Исландии (вид из космоса)

Ветры: пассаты, циклоны, антициклоны. С наличием силы Кориолиса, направленной в северном полушарии вправо и в южном влево, связаны также атмосферные явления: пассаты, циклоны и антициклоны. Явление пассатов вызывается неодинаковостью нагрева нижних слоёв земной атмосферы в приэкваториальной полосе и в средних широтах, приводящему к течению воздуха вдоль меридиана на юг или север в северном и южном полушариях, соответственно. Действие силы Кориолиса приводит к отклонению потоков воздуха: в северном полушарии — в сторону северо-востока (северо-восточный пассат), в южном полушарии — на юго-восток (юго-восточный пассат). (См. также Сила Кориолиса в гидроаэромеханике).
Циклоном называется атмосферный вихрь с пониженным давлением воздуха в центре. Массы воздуха, стремясь к центру циклона, под действием силы Кориолиса закручиваются против часовой стрелки в северном полушарии и по часовой стрелке в южном. Аналогично, в антициклоне, где в центре имеется максимум давления, наличие силы Кориолиса приводит к вихревому движению по часовой стрелке в северном полушарии и против часовой стрелки в южном. В стационарном состоянии направление движения ветра в циклоне или антициклоне таково, что сила Кориолиса уравновешивает градиент давления между центром и периферией вихря (геострофический ветер).

### Оптические эксперименты
В основе ряда опытов, демонстрирующих вращение Земли, используется эффект Саньяка: если кольцевой интерферометр совершает вращательное движение, то вследствие релятивистских эффектов во встречных лучах появляется разность фаз
где {\displaystyle A} — площадь проекции кольца на экваториальную плоскость (плоскость, перпендикулярную оси вращения), {\displaystyle c} — скорость света, {\displaystyle \omega } — угловая скорость вращения. Для демонстрации вращения Земли этот эффект был использован американским физиком Майкельсоном в серии экспериментов, поставленных в 1923—1925 гг. В современных экспериментах, использующих эффект Саньяка, вращение Земли необходимо учитывать для калибровки кольцевых интерферометров.
Существует ряд других экспериментальных демонстраций суточного вращения Земли.

## Неравномерность вращения Земли

### Прецессия и нутация
Земля в процессе вращения вокруг своей оси претерпевает прецессию и нутацию, вызванные воздействием Солнца, Луны и планет.
Прецессия (позднелат. praecessio — движение впереди, от лат. praecedo — иду впереди, предшествую) — медленное движение вращающегося твёрдого тела, при котором его ось вращения описывает конус. Прецессию Земли открыл во II веке до н. э. древнегреческий учёный Гиппарх.
Прецессия Земли называется также предварением равноденствий, так как она вызывает медленное смещение точек весеннего и осеннего равноденствий, обусловленное движением плоскостей эклиптики и небесного экватора (точки равноденствия определяются линией пересечения этих плоскостей). Упрощённо прецессию можно представить как медленное движение оси мира (прямой, параллельной средней оси вращения Земли) по круговому конусу, ось которого перпендикулярна к эклиптике, с периодом полного оборота около 26 000 лет.
Прецессия земной оси вызвана в основном действием гравитации Луны и (в меньшей степени) Солнца на экваториальную выпуклость Земли.
Нутация (от лат. nūtāre лат. nutatio — колебание) — происходящее одновременно с прецессией движение вращающегося твёрдого тела, при котором изменяется угол между осью собственного вращения тела и осью, вокруг которой происходит прецессия; этот угол называется углом нутации (см. Углы Эйлера). В случае Земли нутационные колебания, открытые в 1737 Дж. Брадлеем, обусловлены изменениями притяжения, оказываемого Луной и Солнцем на так называемый экваториальный избыток массы вращающейся Земли (который является следствием сжатия Земли), и называются лунно-солнечной, или вынужденной нутацией.

Существует также свободная нутация, то есть свободное движение географических полюсов по кривой, близкой к окружности, с периодом 1,2 года, обусловленное тем, что Земля как целое смещается в пространстве относительно оси вращения.
В целом, причиной прецессии и нутации Земли является её несферичность и несовпадение плоскостей экватора и эклиптики. В результате гравитационного притяжения Луной и Солнцем экваториального утолщения Земли возникает момент сил, стремящийся совместить плоскости экватора и эклиптики.

### Замедление вращения с течением времени
Скорость вращения Земли медленно снижается. В 1962 году замедление вращения Земли было вычислено по косвенным геологическим факторам. В частности, исследование ископаемых кораллов возрастом 350 млн лет показало, что в тот период год состоял из 385 дней и, следовательно, длительность суток составляла менее 23 часов.

## Происхождение вращения Земли
Самая распространенная теория объясняет это процессами, происходившими во времена образования планет. Облака космической пыли уплотнялись, образуя зародыши планет, к ним притягивались другие более или менее крупные космические тела. Столкновения с этими телами и могли придать вращение будущим планетам. А дальше планеты продолжали вращаться по инерции.